# 羅爾巴赫格拉本

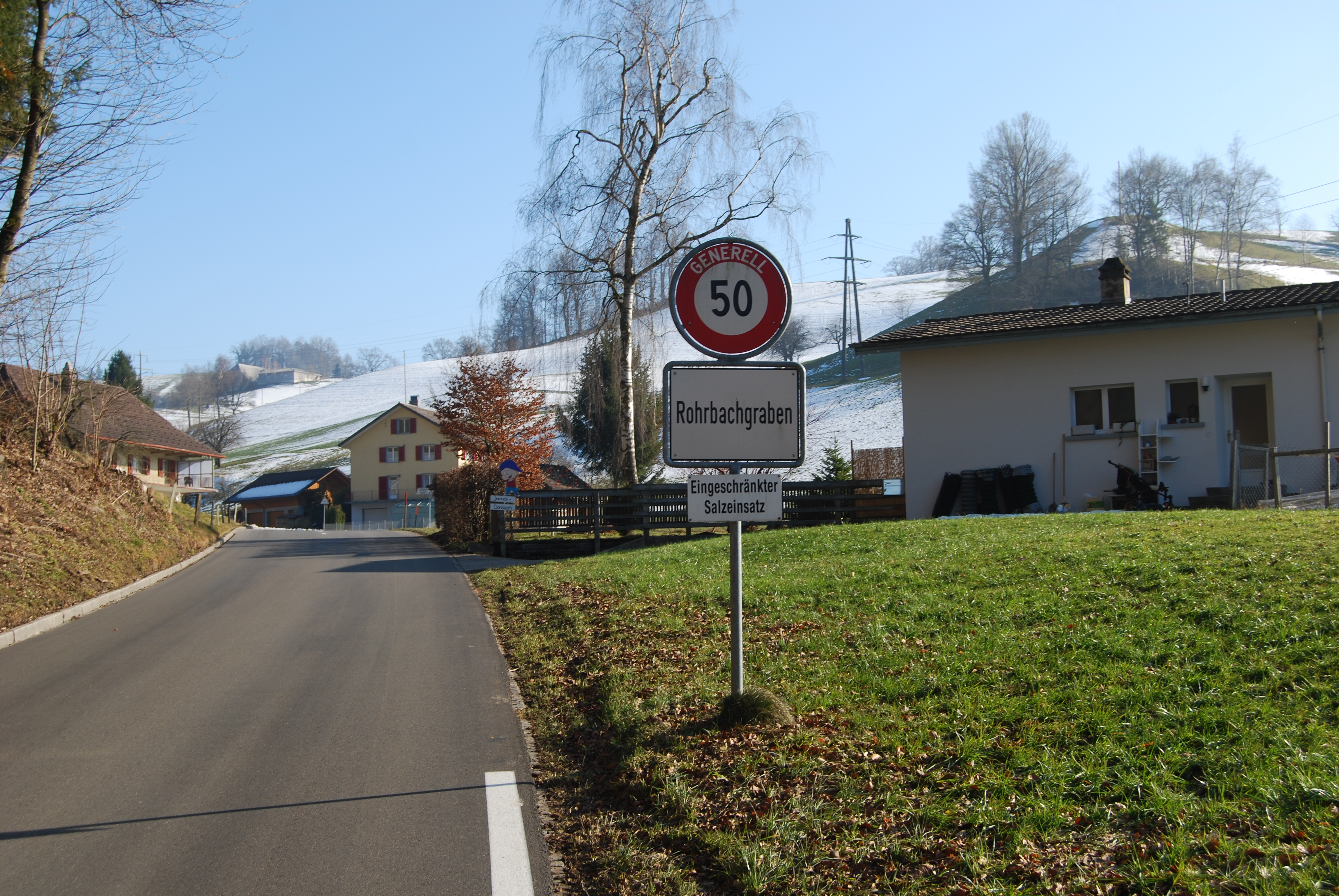

羅爾巴赫格拉本是瑞士的城鎮，位於該國中西部，由伯恩州負責管轄，面積6.48平方公里，海拔高度634米，2011年人口415，八成半人口信奉基督教，人口密度每平方公里64人。